# Alzire

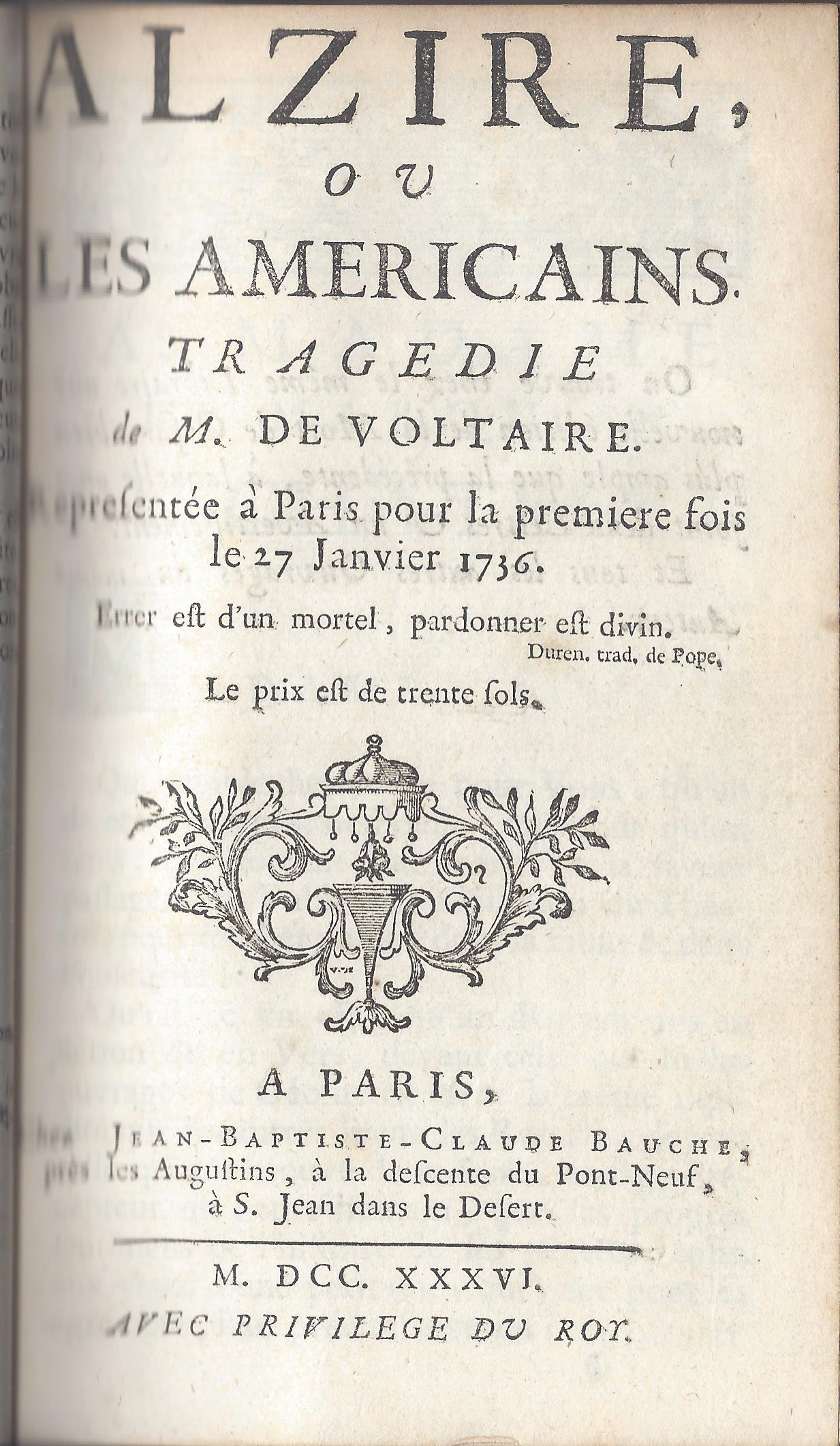
Alzire, EA bei Jean-Baptiste-Claude Bauche, 1736

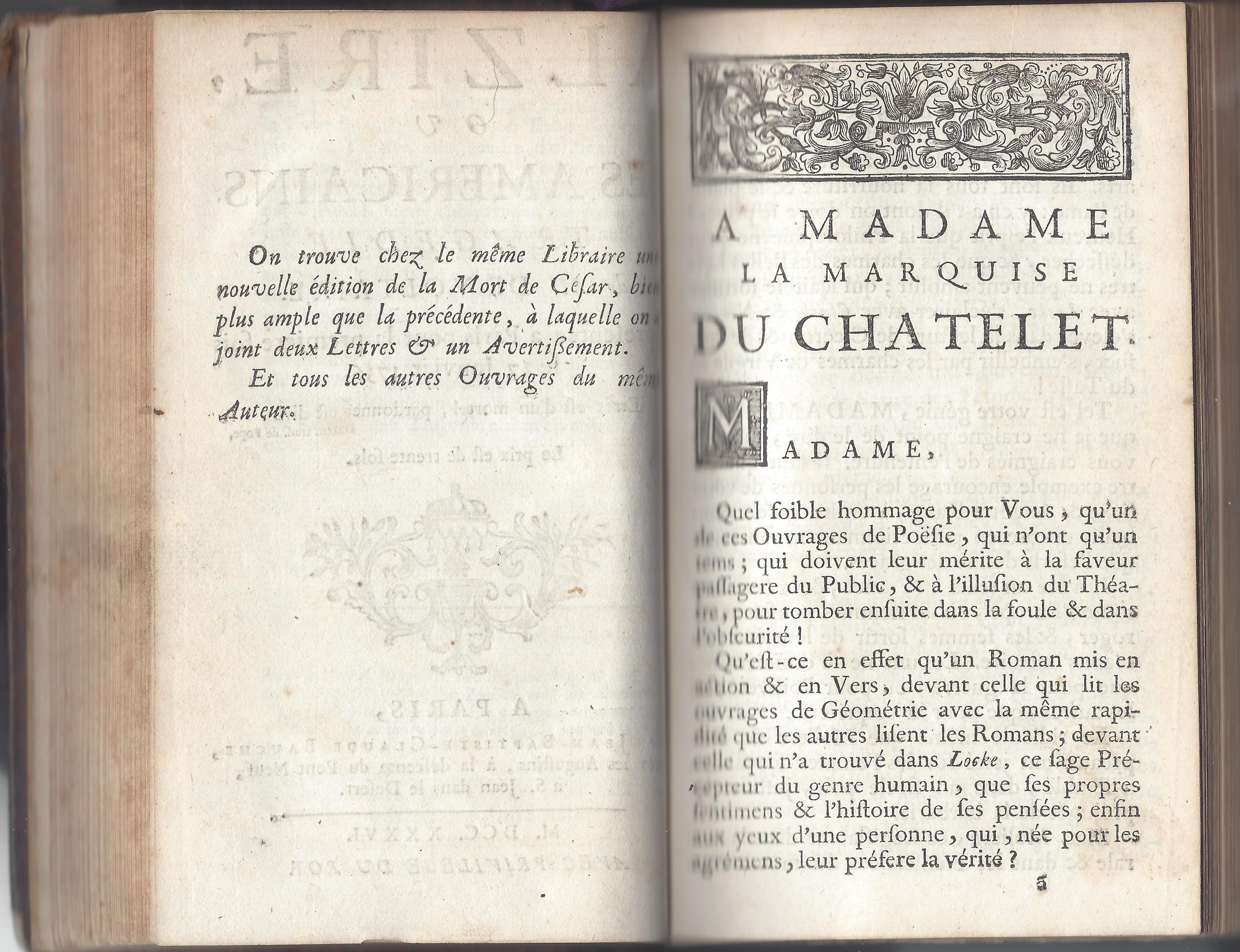
Erste Seite des Epitres an Èmilie du Châtelet vom Typ A

Alzire, mit vollem Titel Alzire ou les Américains, ist eine Tragödie in fünf Aufzügen von Voltaire. Voltaire verfasste das Manuskript vom Jahresende  1733 bis zum August 1734. Das Stück wurde am 27. Januar 1736 in Paris uraufgeführt. Alzire ist das erste Bühnenstück in Frankreich, das in Amerika spielt und wurde zu einem der beliebtesten Bühnenstücke des Autors.

## Handlung
Die Handlung spielt in Lima in Peru nach der spanischen Eroberung. Der neue, die Christianisierung mit aller Härte vorantreibende Statthalter Gusman schlägt einen Aufstand der Einheimischen nieder, bei der deren Anführer Zamore scheinbar fällt. Gusman fordert Zamores getaufte Braut Alzire auf, ihn zu heiraten. Zamore, der Antipode Gusmans, nimmt den Kampf gegen die Eroberer auf und greift Lima an, wird aber gefangen genommen. Alzire, die dem Willen ihres Vaters folgend Gusman inzwischen geheiratet hat, bittet Zamore, sie zu erdolchen. Im letzten Akt stürzt sich Zamore mit einem Schwert auf Gusman und sticht ihn nieder. Der sterbende Gusman erkennt, von religiösem Hass fehlgeleitet worden zu sein, und vergibt Zamore.

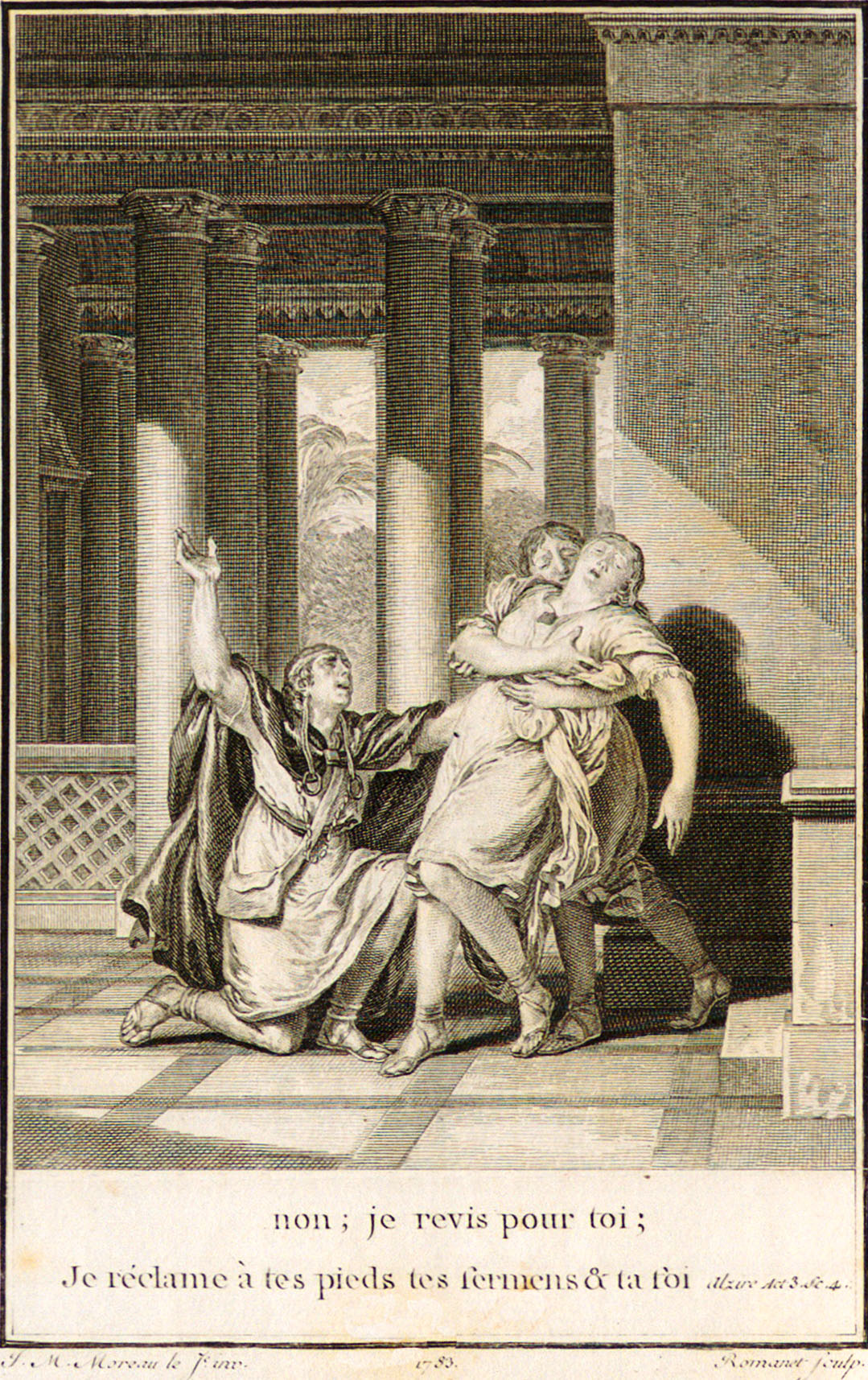
Alzire Akt 3, Szene 4. Kupferstich von Antoine Louis Romanet nach Jean-Michel Moreau

## Aufführungen
Die Tragödie Alzire wurde am 27. Januar 1736 an der Comédie-Française in Paris uraufgeführt. Der Stoff wurde in drei Parodien aufgenommen: in L'Alzirette von Panard, in Les Sauvages von Romagnesi und Riccoboni, und in einem anonymen Stück für das Marionettentheater La Fille obéissante.
Giuseppe Verdi vertonte Voltaires Vorlage zur Oper mit dem Titel Alzira.

## Beigabe
Voltaire stellte der Alzire ein Epître dédicatoire an Émilie du Châtelet voran, in dem er ihre wissenschaftlichen Interessen und Kenntnisse hervorhebt. In der folgenden Vorrede, dem Discours préliminaire geht Voltaire ausführlich auf seine Intentionen ein. 

„Man wird in fast allen meinen Schriften jene Menschlichkeit finden, die die erste Charaktereigenschaft eines denkenden Wesens sein muß; man wird den Wunsch nach Glück sehen, den Abscheu vor Ungerechtigkeit und Unterdrückung, und das ist das Einzige, was meine Werke bisher vor dem Dunkel bewahrt hat, in das ihre Fehler sie hüllen wurden.“

## Drucklegung
Der erste Druck der Alzire erschien parallel zur Uraufführung Anfang 1736 in Paris bei Jean Baptiste Bauche. Ungewöhnlicherweise signierte der Drucker die meisten Exemplare des Erstdruckes auf der ersten Seite. Die Erstausgaben enthalten das Epître dédicatoire in drei Fassungen, A, B und C. Aus dem Jahr der Erstaufführung 1736 sind acht Buchausgaben bekannt.

## Erste Ausgaben
- Alzire, / OU LES AMERICAINS, TRAGEDIE de M. DE VOLTAIRE. Representée à Paris pour la premiere fois / le 27 Janvier 1736. / Errer est d' un mortel, pardonner est divin. / Duren. trad. de Pope. / Le prix est de trente sols. / A PARIS, / Chez Jean-Baptiste-Claude Bauche, / près les Augustins, à la descente du Pont-Neuf, /à S. Jean dans le le Desert, 1736, (12), VIII, (2) 79, (1) S.
- Alzire, / OU LES AMERICAINS, TRAGEDIE de M. DE VOLTAIRE. Representée à Paris pour la premiere fois / le 27 Janvier 1736. / Errer est d' un mortel, pardonner est divin. / Duren. trad. de Pope. / La (sic!) prix est de trente sols. / A PARIS, / Chez Jean-Baptiste-Claude Bauche (recte: London, nach Maslen Druck von Bowyer), / près les Augustins, à la descente du Pont-Neuf, /à S. Jean dans le le Desert, 1736, (16), VIII, (IX-X) 79, (1) S.
- Alzire, / OU LES AMERICAINS, TRAGEDIE de M. DE VOLTAIRE. Representée à Paris pour la premiere fois / le 27 Janvier 1736. / Errer est d' un mortel, pardonner est divin. / Duren. trad. de Pope. / Le prix est de trente sols. / A PARIS, / Chez Jean-Baptiste-Claude Bauche (recte: London, nach Maslen Druck von Woodfall), / près les Augustins, à la descente du Pont-Neuf, /à S. Jean dans le le Desert, 1736, (12), VII, (VIII) 79, (1) S.
- Alzire, / OU LES AMERICAINS., TRAGEDIE de M. DE VOLTAIRE. Representée à Paris pour la premiere fois / le 27 Janvier 1736. / Errer est d' un mortel, pardonner est divin. / Duren. trad. de Pope, Amsterdam, Étienne Ledet et Compagnie, 8°, XXX, 94 S.
- Alzire, / OU LES AMERICAINS, TRAGEDIE de M. DE VOLTAIRE. Representée à Paris pour la premiere fois / le 27 Janvier 1736. / Errer est d' un mortel, pardonner est divin. / Duren. trad. de Pope, Amsterdam,  Jacques Desbordes, 8°, XXVII; (5), 93 S.